# L'Ange et le Mal
Pour les articles homonymes, voir Mauvais garçon (homonymie).
Pour plus de détails, voir Fiche technique et Distribution.
L'Ange et le Mal (Angel and the Badman) est un téléfilm western américain réalisé par Terry Ingram, et diffusé le 5 juillet 2009 sur Hallmark Channel. C'est un remake du film L'Ange et le Mauvais Garçon de 1947.

## Synopsis
Quirt Evans, un hors-la-loi notoire, est recueilli, blessé, par Thomas Worth et sa fille, Temperance. Ceux-ci sont des quakers, de fervents adeptes d'une religion prônant le pacifisme et la philanthropie. Quirt se laisse bercer par les propos moralisateurs de Temperance, mais n'en continue pas moins de poursuivre ses attaques contre Loredo Stevens, le meurtrier de son père.

## Fiche technique
- Titre original : Angel and the Badman
- Titre français : L'Ange et le Mal
- Réalisation : Terry Ingram
- Scénario : James Edward Grant
- Décors : Jennifer Kom-Tong
- Costumes : Aieisha Li (sous le nom Aieisha Li Louis)
- Photographie : Anthony C. Metchie (directeur de photographie) (sous le nom Anthony Metchie)
- Montage : Gordon Rempel
- Musique : Stu Goldberg
- Production :
  - Tara Cowell-Plain (coproducteur exécutif)
  - Dureyshevar (coproducteur exécutif)
  - Jack Nasser (producteur exécutif)
  - Joseph Nasser (producteur exécutif)
  - Judi Babcock (directeur de production)
- Société production : Universal Studios
- Pays de production : États-Unis
- Langue : anglais
- Format : Couleur - 1.78 - Dolby Digital
- Genre : Western
- Durée : 95 minutes
- Dates de sortie : États-Unis : 5 juillet 2009

## Distribution
- Lou Diamond Phillips : Quirt Evans
- Deborah Kara Unger : Temperance
- Luke Perry : Loredo
- Terence Kelly (en) : Thomas (sous le nom Terrance Kelly)
- Merrilyn Gann : Virginia
- Gig Morton (en) : John
- Michael Teigen : l'opérateur du télégraphe (sous le nom Michael Teigan)
- John Tench : Hondo
- Scott McNeil : Auburn
- Don Thompson : Doc Johnson
- Brendan Wayne : Randy
- Winston Rekert : Sam
- Gary Chalk : Steve Carson
- Jennifer Copping : Margaret
- Melanie Papalia : Sandy Johnson
- Matthew Robert Kelly : Jake
- Noah Beggs : Pete
- Charles Andre : les tireurs
- Jim Shield : les tireurs
- Luis Javier : les tireurs
- Stefan Arngrim : un joueur
- Stephen Dimopoulos : le patron du bar
- Teach Grant : le frère Baker